# Hôpital de Bicêtre
L'hôpital de Bicêtre (parfois appelé par l'AP-HP « Hôpital Bicêtre ») est un hôpital universitaire situé au lieu-dit Bicêtre (commune du Kremlin-Bicêtre) dans le Val-de-Marne faisant partie de l'Assistance publique - Hôpitaux de Paris (AP-HP). Il est situé au 78 rue du Général-Leclerc sur le site de l'ancien hospice de Bicêtre fondé au XVIIe siècle.

## Historique
Les origines de l'hôpital de Bicêtre remontent au XVIIe siècle lorsque Louis XIII fait bâtir sur les ruines d’un château un établissement destiné à l’accueil de soldats et d’officiers blessés. En 1656, l'hôpital devient un hospice, puis une prison d'État et enfin un asile d'aliénés.
Un programme de rénovation fut entrepris pour améliorer les conditions d’hygiène et les moyens de circulation. Les premières étapes de cette entreprise aboutirent à l’ouverture, en 1952 de l’hôpital pour enfants et en 1957, du premier service de cardiologie infantile en France. En 1962, l'hôpital du Kremlin-Bicêtre fut choisi pour constituer la quatrième section de l'Assistance publique - Hôpitaux de Paris.
Les anciens bâtiments bénéficient de multiples protections au titre des monuments historiques : un classement par arrêté du 8 mars 1962 (pavillons de Le Mercier, porte Saint-Jean-Baptiste et porte des Champs, passage voûté, vantaux en bois, Le Grand Puits, pavillon d'angle), une inscription le 8 mars 1962 (Façades et toitures des grands bâtiments, les restes des cachots, ancienne Force, ancien presbytère, ancienne sacristie, ancienne lingerie, puits primitif, divisions d'aliénés du XIXe siècle, sols compris dans le tracé de l'ancienne enceinte) et une inscription par arrêté du 13 novembre 1985 (façades et toitures des anciennes cuisines).
À partir des années 1970 un programme de rénovation a été lancé, de nombreux pavillons existants ont été démolis et un nouveau centre hospitalo-universitaire (CHU) et un centre universitaire ont été construits sur les plans d'André Bourdon, architecte, d'après un programme américain. Les bâtiments ont été livrés dans le courant de l'année 1981, dans le délai imparti malgré des modifications de programme demandées par le maître d'ouvrage notamment le programme dit de "75"[Quoi ?].

## Organisation
L’hôpital du Kremlin-Bicêtre est divisé en pôles de spécialités :
- Biologie - Pathologie - Pharmacie
- Femme - Mère - Enfants - Adolescents (FMEA)
- Gériatrie
- Imagerie - Médecine nucléaire
- Immunologie - Infectieux - Inflammation - Endocrinologie
- Maladie du foie, de l'appareil digestif et urinaire
- Neurosciences - Tête et cou
- Orthopédie - Urgences - Réanimations - Anesthésie
- Thorax

## Centre universitaire
L'université Paris-Saclay y organise des études de médecine. La première année (PASS) se fait à Orsay et à Bicêtre, puis le reste à Bicêtre.

## Médecins et scientifiques ayant travaillé sur le site
- Philippe Pinel, aliéniste, de 1793 à 1795
- Jean-Baptiste Pussin, interné puis surveillant et second de Philippe Pinel, de 1793 à 1795
- François Leuret, médecin anatomiste, de ca. 1830 à 1851
- Édouard Séguin, pionnier de l'éducation des déficients intellectuels, ca. 1842
- Paul Broca, médecin neuroanatomiste, de 1850 à 1880
- Désiré-Magloire Bourneville, neurologue, de ca. 1865 à 1900
- Auguste Benoist de La Grandière, 1870
- Charles Bouchard, médecin neuroanatomiste, de 1876 à  1880.
- Pierre Marie, neuroendocrinologue, 1883 à 1917
- Jules Dejerine, neurologue, de 1882 à 1895
- Augusta Dejerine-Klumpke, première femme interne en médecine et neurologue, de 1886 à 1895
- Cécile Vogt-Mugnier, neurologue, de 1890 à 1899
- Oskar Vogt, neurologue allemand, de 1897 à 1898
- Jean Nageotte, neurologue et neuroanatomiste, de 1898 à 1912
- Étienne-Émile Baulieu, endocrinologue, depuis 1965
- Edwin Milgrom, endocrinologue, de 1965 à 2003
- Pierre Lasjaunias, neuroradiologue, de 1983 à 2008
- Jean-François Delfraissy, interniste et immunologue, de 1996 à 2013

## Accès

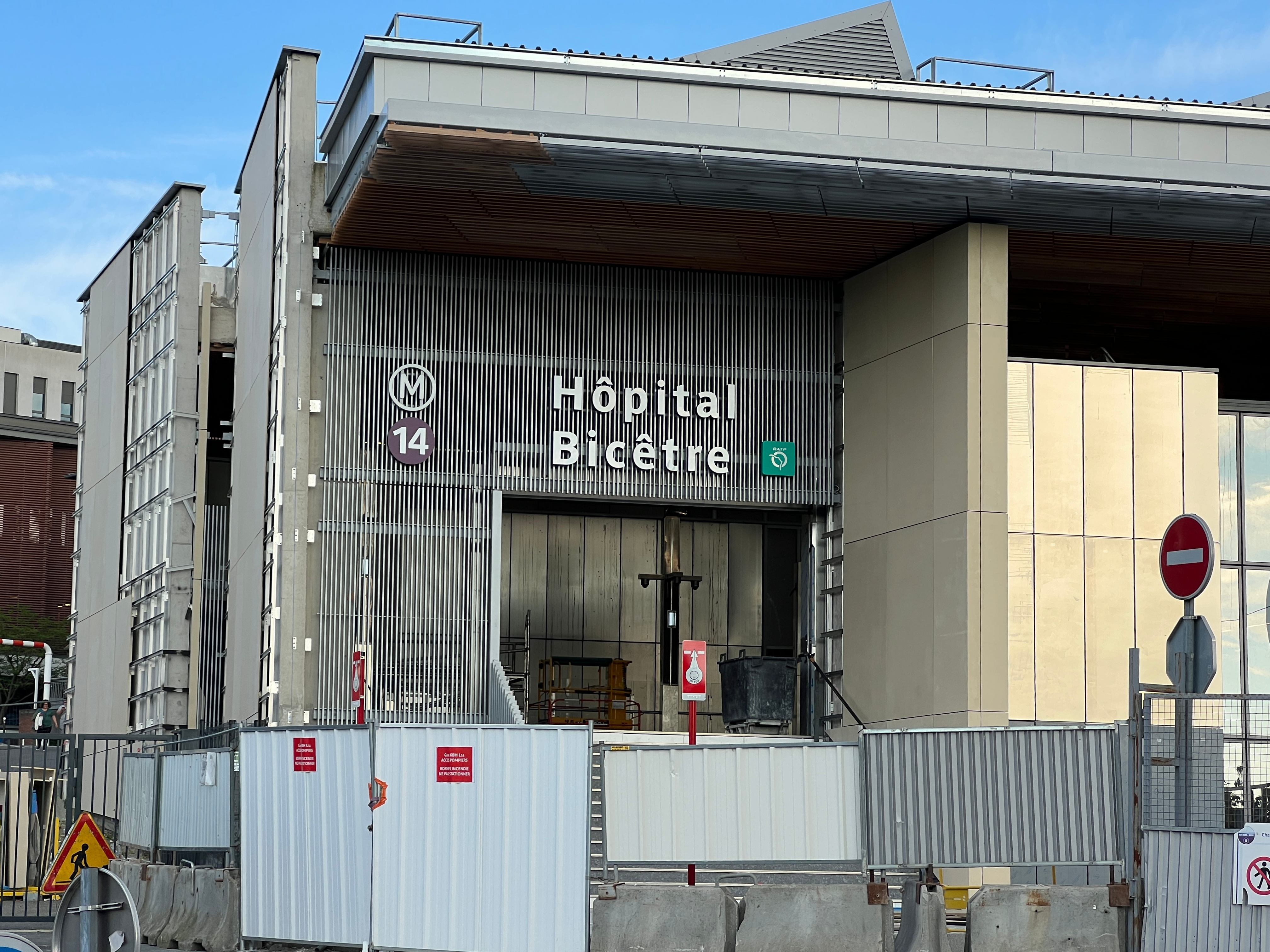
L'entrée de la ligne 14 du métro.

L'hôpital du Kremlin-Bicêtre est accessible par la ligne 7 du métro à la station Le Kremlin-Bicêtre, par la ligne 14 du métro à la station Hôpital Bicêtre ainsi que par les lignes de bus RATP 47, 125, 131, 186 et 323.